# Vouarces
Vouarces är en kommun i departementet Marne i regionen Grand Est (tidigare regionen Champagne-Ardenne) i nordöstra Frankrike. Kommunen ligger i kantonen Anglure som tillhör arrondissementet Épernay. År 2022 hade Vouarces 61 invånare.

## Befolkningsutveckling
Antalet invånare i kommunen Vouarces
| Referens: INSEE |